# Shlomo Carlebach
Shlomo Carlebach (hebr. שלמה קרליבך), zwany także jako Reb Shlomo (ur. 14 stycznia 1925 w Berlinie, zm. 21 października 1994 podczas lotu do Kanady) – amerykański rabin, muzyk, kompozytor. Nazywany „Śpiewającym Rabinem”. Wydał ponad 25 albumów ze skomponowaną przez siebie muzyką do modlitw, wersetów z pism, psalmów oraz ze swoimi naukami. Uważany za jednego z czołowych żydowskich kompozytorów religijnych drugiej połowy XX wieku. Był zaangażowany w prace skierowanego do młodzieży ruchu Baal teszuwa – powracających do Judaizmu.

## Życiorys
Ojciec Shlomo – Hartwig Naftali Carlebach – był rabinem ortodoksyjnym. Matka Shloma, Paula Kon pochodziła z rodziny rabinów, jej ojciec Aszer Michael Kagan był głównym rabinem Bazylei. Szlomo od czwartego roku życia uczył się czytać Torę i poznawał komentarze Rasziego, a gdy miał pięć lat rozpoczął naukę Talmudu. W 1931 roku razem z rodziną, wyjechał z Niemiec do Austrii, by następnie w 1933 roku udać się do Szwajcarii. W 1938 roku wyjechał na Litwę i rozpoczął naukę w jesziwie w Poniewieżu, gdzie miał również bar micwę. W 1939 roku rodzina osiedliła się, w Nowym Jorku, ponieważ ojciec – Naftali Carlebach – został rabinem w tamtejszej synagodze Kehilat Jakow. Po śmierci ojca w 1967 roku jego funkcję przejął brat bliźniak Shloma Eli Chaim.

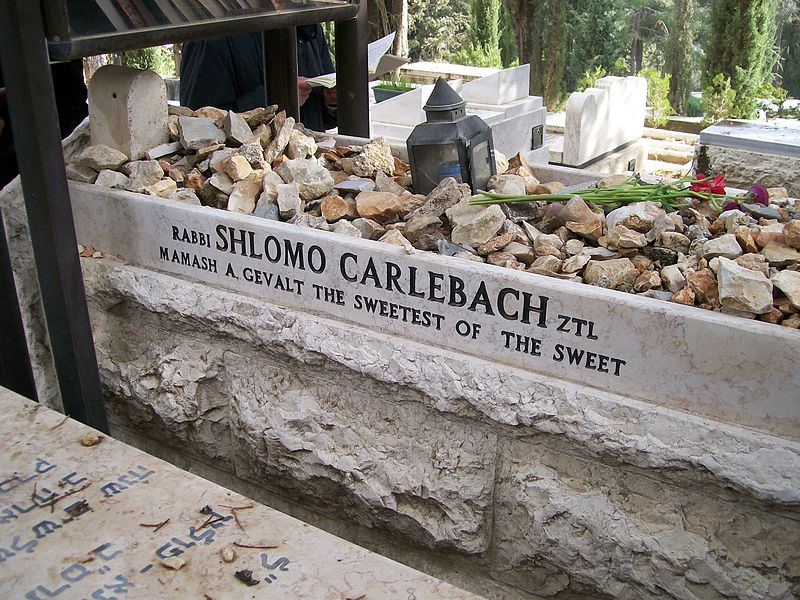
Grób Carlebacha

Shlomo Carlebach studiował w nowojorskich jesziwach, po otrzymaniu michy, został uczniem Rabiego Josefa Jcchoka Schneersohna, szóstego rabina Chabadu–Lubawicz. W latach 1951–1954 pracował jako nauczyciel. Był jednym z pierwszych wysłanników siódmego lubawickiego rabina Menachema Mendla Schneersona.
W 1972 roku poślubił Elainę Neile Glick, z którą miał dwie córki. Jedna z nich – Neszama (ur. 1974) podobnie jak ojciec została muzykiem. Carlebach był głównym fundatorem moszawu Mewo Modi’im w Izraelu, gdzie często przebywał.
Zmarł na zawał serca podczas lotu do Kanady; pochowany został na cmentarzu Har ha-Menuchot w Jerozolimie.

## Muzyka
Shlomo Carlebach komponował swoje piosenki w oparciu o wersety z Tanach i Talmudu, jednak największą część jego utworów stanowią stworzone przez niego własne melodie do znanych pieśni i modlitw. Opracował też nowe niguny. Jego styl opierał się w głównej mierze na pieśniach chasydzkich. Koncerty Carlebacha przyciągały rzesze ludzi. Podczas występów aranżował wyjątkowe tańce, które dawały możliwość wspólnotowego przeżywania śpiewanych modlitw. Za wspólne tańce mężczyzn i kobiet był krytykowany przez środowiska ortodoksyjne.
Od 1966 roku występował na koncertach, również folkowych, a następnie, zdobywszy sławę wśród chasydów, koncertował na festiwalach chasydzkich. W 1989 roku przyjechał do Polski. To wydarzenie jest często postrzegane za początek odradzania się diaspory żydowskiej w Polsce. Jego uniwersalne piosenki, zrozumiałe przesłanie i „wpadające w ucho” melodie zdobyły uznanie wśród różnych grup i do dziś są wykorzystywane w wielu synagogach różnych nurtów.

## Nauki
Reb Shlomo w swoich naukach często podkreślał, że „Jeden Bóg stworzył jeden świat. Wszyscy jesteśmy braćmi i siostrami”, przez co jego uniwersalne nauczanie nie zamykało się tylko do grupy żydowskiej.
Podkreślał, jak bardzo ważny jest pokój na całym świecie. Prowadził nauczanie wśród grupy hipisów, co łącznie z koncertami i wspólnymi modlitwami doprowadziło do zdobycia uznania w subkulturach młodzieżowych.

## Dyskografia
- 1959: Haneshama Lach (Songs of My Soul)
- 1960: Barchi Nafshi (Sing My Heart)
- 1961: Shlomo Carlebach Live
- 1962: Wake Up World
- 1963: At the Village Gate
- 1965: In the Palace of the King
- 1968: I Heard the Wall Singing (2 vol.)
- 1973: Days Are Coming
- 1974: Uvnei Yerushalayim (6 Million in Heaven – 3 Million in Hell)
- 1973: Am Yisrael Chai
- 1973: Shlomo Carlebach Live, Let There Be Peace (nagrane na żywo w Wiedniu)
- 1969: Vehaer Eynenu
- 1974: Yisrael B’tach BaShem
- 1975: Shlomo Carlebach & the Children of Jewish Song sing Ani Maamin
- 1976: Live in Tel-Aviv (Heichal HaTarbut)
- 1981: Even Ma’asu HaBonim
- 1983: Nachamu Ami
- 1988: Shvochin Asader
- 1988: Live in Concert for the Jews of Russia (nagrane w Toronto)
- 1990: Shlomo Sings with the Children of Israel
- 1992: Shabbos with Shlomo
- 1995: Carlebach in Jerusalem (Al Eileh)